# 豊橋松竹映画劇場
豊橋松竹映画劇場（とよはししょうちくえいがげきじょう）は、愛知県豊橋市花田町にあった映画館。1947年に開館し、2000年に閉館した。

## 歴史

### 豊橋劇場(1899-1945)

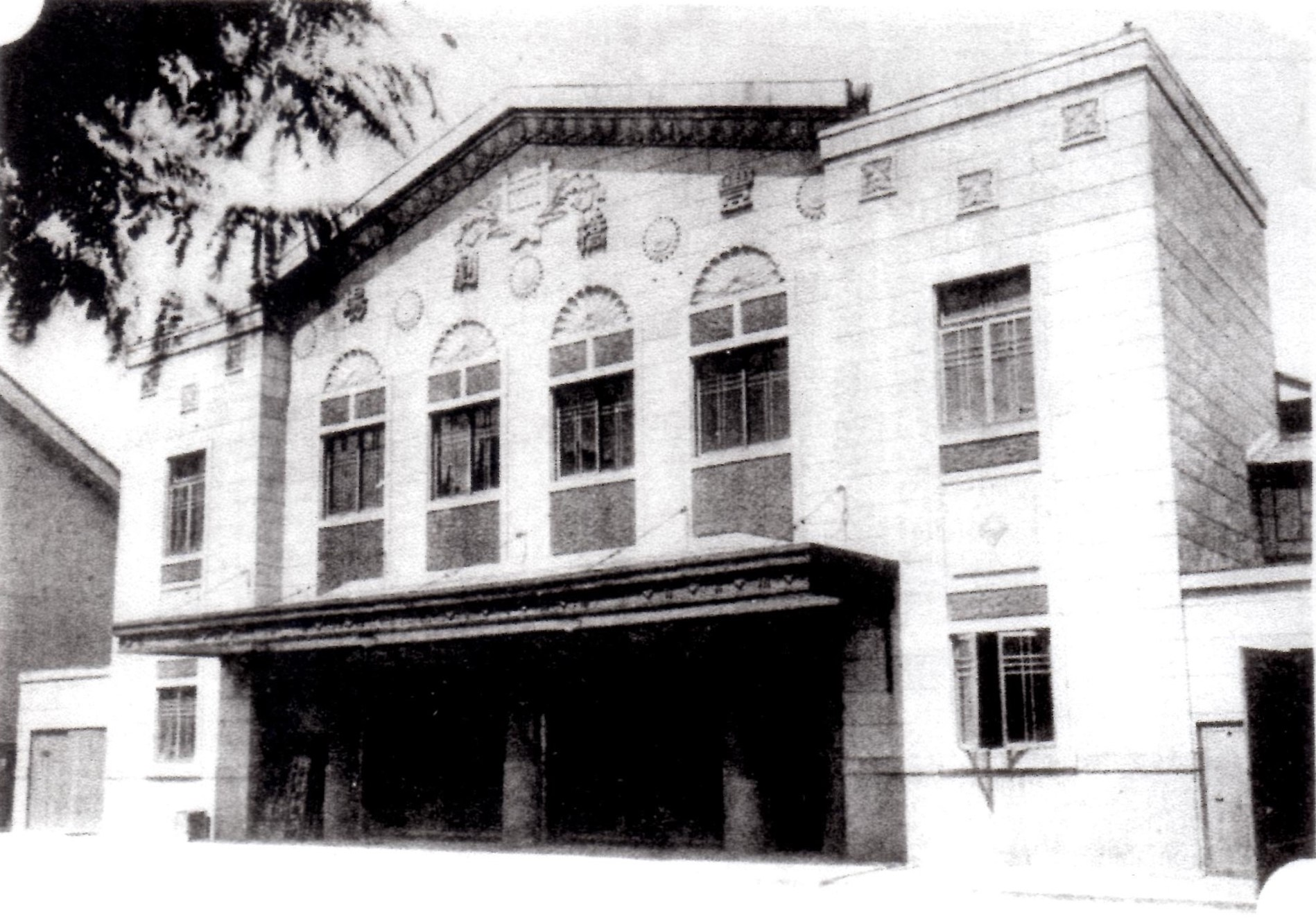
戦前に同一場所にあった豊橋劇場

近世の吉田（今日の豊橋）は吉田城の城下町や東海道の宿場町として栄え、1889年（明治22年）には町制を施行して豊橋町となった。1899年（明治32年）3月1日、豊橋劇場が開館した。明治時代の豊橋には豊橋劇場のほかに、東雲座、朝倉座、宝栄座、弥生座などの演劇場があった。
大正時代には映画の人気が高まるにつれて、劇場の映画館への転業や廃業が進んだ。豊橋劇場は豊橋に最後まで残った劇場だったが、太平洋戦争中の1945年（昭和20年）6月19日深夜から20日未明の豊橋空襲で焼失した。この空襲では豊橋劇場のほかに、帝国館、錦館、キネマパワー、花田館、豊橋東宝映画劇場も焼失しており、一時的に豊橋から映画館が消えている。

### 豊橋松竹映画劇場(1945-2000)
1947年5月、花田町石塚（大橋通）の豊橋劇場跡にキララ興行が豊橋松竹映画劇場として開館。木造2階建、600人収容。この時期の豊橋では相次いで映画館が開館しており、1945年末には帝国館の焼け跡に第一映画劇場が、 新銭町に第二映画劇場が、豊橋松竹と同じ1946年には松葉町に大劇が、1947年には松葉町にメトロ劇場が開館している。豊橋電気軌道本線（今日の豊橋鉄道東田本線）の路面電車が大橋通を走っていた。1953年（昭和28年）には松竹の直営館となった。
1960年（昭和35年）12月17日には鉄筋コンクリート造2階建・地下1階建の豊橋松竹会館という複合ビルに建て替え、豊橋松竹（334席）と豊橋名画座（486席）の2スクリーン体制となった。1963年（昭和38年）には地下に松竹ロキシー（洋画99人）、2階に松竹シネマ（邦画104人）を開設。豊橋松竹会館ビルはパチンコ店や喫茶店なども備える複合ビルだった。豊橋名画座は東三河地方で唯一70mmフィルムを上映でき、立体音響に対応していた。
1985年（昭和60年）4月27日には豊橋名画座がピカデリー1に、松竹ロキシーがピカデリー2に、松竹シネマはピカデリー3に改称し、豊橋松竹と合わせて4スクリーン体制となる。2000年（平成12年）5月31日をもって4館とも閉館。跡地には愛知県信用保証組合東三河支店のビルが建っている。

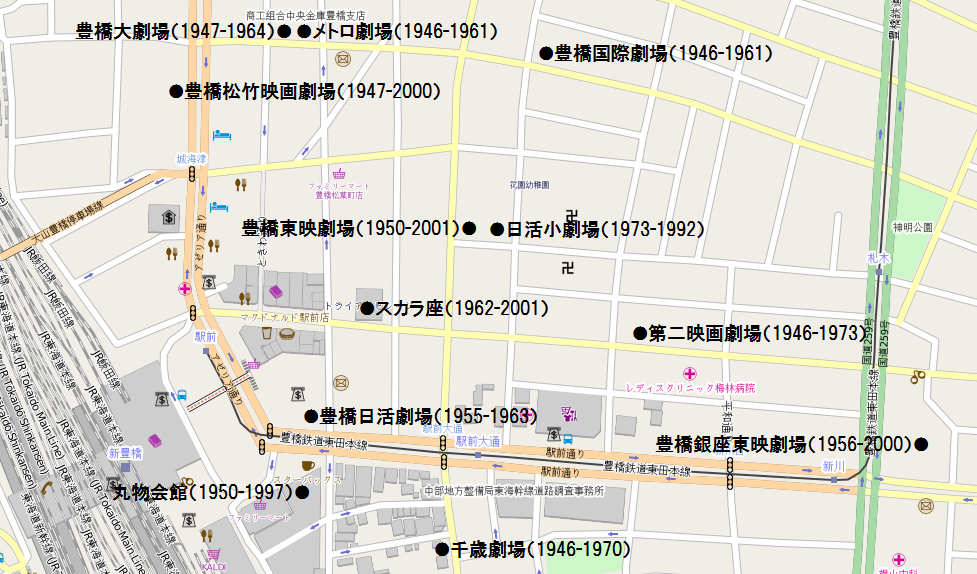
戦後の豊橋市中心部に存在した映画館